# Eugamandus flavipes
Eugamandus flavipes är en skalbaggsart som beskrevs av Fisher 1935. Eugamandus flavipes ingår i släktet Eugamandus och familjen långhorningar. Inga underarter finns listade i Catalogue of Life.